# 오 정말 멋진 인생
테너와 오케스트라를 위한 아리아, 오 정말 멋진 인생(독일어: O welch ein Leben) 바장조, WoO 91-1은 움라우프의 징슈필, "아름다운 제화공의 아내"를 위한 두 개의 아리아, WoO 91 세트의 1번 곡이다.

## 개요
두 개의 아리아, WoO 91 세트의 작곡 시점은 대략 1795–6년경으로 여겨진다. 18세기와 19세기 초에 새로운 공연의 실행을 위해 재공연할 때 기존 작품에 새로운 숫자가 추가되는 것은 드문 일이 아니었다. 변화하는 패션과 가수들의 변덕은 때때로 인지할 수 없을 정도로 그것들을 변화시켰다. 아마도 움라우프 자신이 "아름다운 제화공의 아내"를 위해 베토벤에게 두 개의 새로운 아리아를 의뢰한 것으로 여겨진다. 베토벤의 기여는 1888년까지 브라이트코프 운트 헤르텔 출판사가 히이프 치히에서 인쇄한 베토벤 전집의 일부로 출판되지 않았지만, 초연은 1796년에 이루어졌다.
아리아는 플루트와 두 개의 오보에, 두 개의 호른, 두 개의 바순, 그리고 현악기를 동반한 오케스트라와 함께, 테너 솔리스트에 의해 연주된다. 등장인물인 남작은 그의 주변 세계의 그의 즐거움을 노래한다. 바장조를 배경으로 하며, 으뜸음에 단단히 남아있는 민요와 같은 멜로디가 특징이다. 이 두 가지 특징은 모두 징슈필의 성격에 부합한다. 이 곡은 반복되는 악기 간주에 의해 세 개의 절이 분리된 다양한 유절의 노래이다. 절 들에서 유일한 변주는 관현악 반주와 마지막 절의 후반부에서 발견된다. 이 텍스트는 원본 대본의 일부가 아니었지만, "아름다운 제화공의 아내"를 위해 특별히 작곡되었을 가능성이 크다.

## 가사
O welch ein Leben, ein ganzes Meer

von Lust und Wonne fließt um mich her,

mir blühet Freude auf jeder Bahn

und was ich suche, das lacht mich an,

und was ich höre, das ist Jubelton,

und was ich fühle, entzücket schon.

Wohl mir! ich lebe um Minnesold,

und alle Mädchen sind mir so hold,

von manchem Auge, das freundlich blinkt,

wird Glück der Liebe mir zugewinkt.

Was glänzet schöner als Mädchenblick,

was gleicht auf Erden der Liebe Glück?

Auf steilen Höhen, im stillen Tal,

beim Licht des Mondes, im Sonnenstrahl,

bei Tanz und Spielen, beim Rundgesang,

bei sanftem Flöten und Geigen Klang

sind gute Menschen an Freuden reich.

Seid auch so glücklich und freuet euch.
오 이게 무슨 인생인가, 대양에서

정욕과 희열이 내 주위에 흐르고,

모든 길에서 기쁨이 피어나네.

내가 찾는 것은 나를 유혹하고,

내가 듣는 것은 쾌활한 소리를 내고,

내가 느끼는 것은 이미 날 기쁘게 하네.

오 나는! 사랑의 임금으로 사네.

모든 처녀들이 내게 너무 사랑스럽네.

상냥하게 반짝이는 눈에서

사랑의 웃음이 내게 손짓하네.

처녀의 시선보다 더 아름다운 건 무엇이고,

지구상에 사랑의 행복을 닮은 건 무엇인가?

가파른 고지대, 조용한 계곡에서,

달빛과 태양 광선으로,

춤과 게임, 둥근 노래로,

부드러운 피리와 바이올린 소리로,

선량한 사람들은 행복이 넘치며

너무 즐겁고 크게 기뻐하네.